# Stanley Cup playoff 1993
I playoff della Stanley Cup 1993 del campionato NHL 1992-1993 hanno avuto inizio il 18 aprile 1993. Le sedici squadre qualificate per i playoff, otto da ciascuna Conference, hanno giocato una serie di partite al meglio di sette per i quarti di finale, semifinali e finali di Conference. I vincitori delle due Conference hanno disputato una serie di partite al meglio di sette per la conquista della Stanley Cup. I campioni di ciascuna Division conservarono il proprio ranking per l'intera durata dei playoff, mentre le altre squadre furono ricollocate nella graduatoria dopo ciascun turno.
Questi furono gli ultimi playoff disputati con le semifinali e le finali fra formazioni appartenenti alla stessa division prima della finale di Conference. Nel corso dei playoff vi furono numerose eliminazioni a sorpresa, al punto che nelle finali di Conference parteciparono quattro squadre giunte solo terze nei rispettivi raggruppamenti. I Montreal Canadiens nel corso dei playoff uguagliarono il primato NHL di 11 vittorie consecutive stabilendone un altro con 10 successi giunti all'overtime. Per la prima volta dalla fusione NHL-WHA del 1979 gli Edmonton Oilers non si qualificarono ai playoff, mentre per l'unica volta nel decennio 1984-1994 non vi fu la serie fra Boston Bruins e Canadiens.

## Squadre partecipanti

### Prince of Wales Conference

#### Adams Division
1. Boston Bruins - vincitori della Adams Division, 109 punti
2. Quebec Nordiques - 104 punti
3. Montreal Canadiens - 102 punti
4. Buffalo Sabres - 86 punti

#### Patrick Division
1. Pittsburgh Penguins - vincitori della Patrick Division, della stagione regolare nella Prince of Wales Conference e del Presidents' Trophy, 119 punti
2. Washington Capitals - 93 punti
3. New York Islanders - 87 punti
4. New Jersey Devils - 87 punti

### Clarence S. Campbell Conference

#### Norris Division
1. Chicago Blackhawks - vincitori della Norris Division, della stagione regolare nella Clarence S. Campbell Conference, 106 punti
2. Detroit Red Wings - 103 punti
3. Toronto Maple Leafs - 99 punti
4. St. Louis Blues - 85 punti

#### Smythe Division
1. Vancouver Canucks - vincitori della Smythe Division, 101 punti
2. Calgary Flames - 97 punti
3. Los Angeles Kings - 88 punti
4. Winnipeg Jets - 87 punti

### Tabellone
In ciascun turno la squadra con il ranking più alto si sfidò con quella dal posizionamento più basso, usufruendo anche del vantaggio del fattore campo. Nella finale di Stanley Cup il fattore campo fu determinato dai punti ottenuti in stagione regolare dalle due squadre. Ciascuna serie, al meglio delle sette gare, seguì il formato 2–2–1–1–1: la squadra migliore in stagione regolare avrebbe disputato in casa Gara-1 e 2, (se necessario anche Gara-5 e 7), mentre quella posizionata peggio avrebbe giocato nel proprio palazzetto Gara-3 e 4 (se necessario anche Gara-6).
|  | Semifinali Division | Semifinali Division | Semifinali Division |                     |    | Finali Division     | Finali Division | Finali Division |  |  | Finali Conference | Finali Conference | Finali Conference |  |  | Finale Stanley Cup | Finale Stanley Cup | Finale Stanley Cup |  |
|  |                     |                     |                     |                     |    |                     |                 |                 |  |  |                   |                   |                   |  |  |                    |                    |                    |  |
|  | A1                  | Boston Bruins       | 0                   |                     |    |                     |                 |                 |  |  |                   |                   |                   |  |  |                    |                    |                    |  |
|  | A1                  | Boston Bruins       | 0                   |                     |    |                     |                 |                 |  |  |                   |                   |                   |  |  |                    |                    |                    |  |
|  | A4                  | Buffalo Sabres      | 4                   |                     |    |                     |                 |                 |  |  |                   |                   |                   |  |  |                    |                    |                    |  |
|  | A4                  | Buffalo Sabres      | 4                   |                     | A4 | Buffalo Sabres      | 0               |                 |  |  |                   |                   |                   |  |  |                    |                    |                    |  |
|  |                     |                     |                     |                     | A4 | Buffalo Sabres      | 0               |                 |  |  |                   |                   |                   |  |  |                    |                    |                    |  |
|  |                     |                     | A3                  | Montreal Canadiens  | 4  |                     |                 |                 |  |  |                   |                   |                   |  |  |                    |                    |                    |  |
|  | A2                  | Quebec Nordiques    | A3                  | Montreal Canadiens  | 4  | 2                   |                 |                 |  |  |                   |                   |                   |  |  |                    |                    |                    |  |
|  | A2                  | Quebec Nordiques    |                     |                     |    |                     |                 |                 |  |  |                   |                   |                   |  |  |                    |                    |                    |  |
|  | A3                  | Montreal Canadiens  | 4                   |                     |    |                     |                 |                 |  |  |                   |                   |                   |  |  |                    |                    |                    |  |
|  | A3                  | Montreal Canadiens  | 4                   |                     | A3 | Montreal Canadiens  | 4               |                 |  |  |                   |                   |                   |  |  |                    |                    |                    |  |
|  |                     |                     |                     |                     |    |                     |                 |                 |  |  |                   |                   |                   |  |  |                    |                    |                    |  |
|  |                     |                     | P3                  | New York Islanders  | 3  |                     |                 |                 |  |  |                   |                   |                   |  |  |                    |                    |                    |  |
|  | P1                  | Pittsburgh Penguins | P3                  | New York Islanders  | 3  | 4                   |                 |                 |  |  |                   |                   |                   |  |  |                    |                    |                    |  |
|  | P1                  | Pittsburgh Penguins |                     |                     |    |                     |                 |                 |  |  |                   |                   |                   |  |  |                    |                    |                    |  |
|  | P4                  | New Jersey Devils   | 1                   |                     |    |                     |                 |                 |  |  |                   |                   |                   |  |  |                    |                    |                    |  |
|  | P4                  | New Jersey Devils   | 1                   |                     | P1 | Pittsburgh Penguins | 3               |                 |  |  |                   |                   |                   |  |  |                    |                    |                    |  |
|  |                     |                     |                     |                     | P1 | Pittsburgh Penguins | 3               |                 |  |  |                   |                   |                   |  |  |                    |                    |                    |  |
|  |                     |                     | P3                  | New York Islanders  | 4  |                     |                 |                 |  |  |                   |                   |                   |  |  |                    |                    |                    |  |
|  | P2                  | Washington Capitals | P3                  | New York Islanders  | 4  | 2                   |                 |                 |  |  |                   |                   |                   |  |  |                    |                    |                    |  |
|  | P2                  | Washington Capitals |                     |                     |    |                     |                 |                 |  |  |                   |                   |                   |  |  |                    |                    |                    |  |
|  | P3                  | New York Islanders  | 4                   |                     |    |                     |                 |                 |  |  |                   |                   |                   |  |  |                    |                    |                    |  |
|  | P3                  | New York Islanders  | 4                   |                     | A3 | Montreal Canadiens  | 4               |                 |  |  |                   |                   |                   |  |  |                    |                    |                    |  |
|  |                     |                     |                     |                     |    |                     |                 |                 |  |  |                   |                   |                   |  |  |                    |                    |                    |  |
|  |                     |                     | S3                  | Los Angeles Kings   | 1  |                     |                 |                 |  |  |                   |                   |                   |  |  |                    |                    |                    |  |
|  | N1                  | Chicago Blackhawks  | S3                  | Los Angeles Kings   | 1  | 0                   |                 |                 |  |  |                   |                   |                   |  |  |                    |                    |                    |  |
|  | N1                  | Chicago Blackhawks  |                     |                     |    |                     |                 |                 |  |  |                   |                   |                   |  |  |                    |                    |                    |  |
|  | N4                  | St. Louis Blues     | 4                   |                     |    |                     |                 |                 |  |  |                   |                   |                   |  |  |                    |                    |                    |  |
|  | N4                  | St. Louis Blues     | 4                   |                     | N4 | St. Louis Blues     | 3               |                 |  |  |                   |                   |                   |  |  |                    |                    |                    |  |
|  |                     |                     |                     |                     | N4 | St. Louis Blues     | 3               |                 |  |  |                   |                   |                   |  |  |                    |                    |                    |  |
|  |                     |                     | N3                  | Toronto Maple Leafs | 4  |                     |                 |                 |  |  |                   |                   |                   |  |  |                    |                    |                    |  |
|  | N2                  | Detroit Red Wings   | N3                  | Toronto Maple Leafs | 4  | 3                   |                 |                 |  |  |                   |                   |                   |  |  |                    |                    |                    |  |
|  | N2                  | Detroit Red Wings   |                     |                     |    |                     |                 |                 |  |  |                   |                   |                   |  |  |                    |                    |                    |  |
|  | N3                  | Toronto Maple Leafs | 4                   |                     |    |                     |                 |                 |  |  |                   |                   |                   |  |  |                    |                    |                    |  |
|  | N3                  | Toronto Maple Leafs | 4                   |                     | N3 | Toronto Maple Leafs | 3               |                 |  |  |                   |                   |                   |  |  |                    |                    |                    |  |
|  |                     |                     |                     |                     |    |                     |                 |                 |  |  |                   |                   |                   |  |  |                    |                    |                    |  |
|  |                     |                     | S3                  | Los Angeles Kings   | 4  |                     |                 |                 |  |  |                   |                   |                   |  |  |                    |                    |                    |  |
|  | S1                  | Vancouver Canucks   | S3                  | Los Angeles Kings   | 4  | 4                   |                 |                 |  |  |                   |                   |                   |  |  |                    |                    |                    |  |
|  | S1                  | Vancouver Canucks   |                     |                     |    |                     |                 |                 |  |  |                   |                   |                   |  |  |                    |                    |                    |  |
|  | S4                  | Winnipeg Jets       | 2                   |                     |    |                     |                 |                 |  |  |                   |                   |                   |  |  |                    |                    |                    |  |
|  | S4                  | Winnipeg Jets       | 2                   |                     | S1 | Vancouver Canucks   | 2               |                 |  |  |                   |                   |                   |  |  |                    |                    |                    |  |
|  |                     |                     |                     |                     | S1 | Vancouver Canucks   | 2               |                 |  |  |                   |                   |                   |  |  |                    |                    |                    |  |
|  |                     |                     | S3                  | Los Angeles Kings   | 4  |                     |                 |                 |  |  |                   |                   |                   |  |  |                    |                    |                    |  |
|  | S2                  | Calgary Flames      | S3                  | Los Angeles Kings   | 4  | 3                   |                 |                 |  |  |                   |                   |                   |  |  |                    |                    |                    |  |
|  | S2                  | Calgary Flames      |                     |                     |    |                     |                 |                 |  |  |                   |                   |                   |  |  |                    |                    |                    |  |
|  | S3                  | Los Angeles Kings   | 4                   |                     |    |                     |                 |                 |  |  |                   |                   |                   |  |  |                    |                    |                    |  |

## Prince of Wales Conference

### Semifinali di Division

#### Boston - Buffalo
| Boston 18 aprile 1993 | Buffalo Sabres | 5 – 4 (d.t.s.) (2-0; 1-2; 1-2) referto | Boston Bruins | Boston Garden (14.448 spett.)\| Arbitro: \| Don Koharski \| |
| Arbitro:              | Don Koharski   |                                        |               |                                                             |

| Boston 20 aprile 1993 | Buffalo Sabres | 4 – 0 (2-0; 1-0; 1-0) referto | Boston Bruins | Boston Garden (14.448 spett.)\| Arbitro: \| Kerry Fraser \| |
| Arbitro:              | Kerry Fraser   |                               |               |                                                             |

| Buffalo 22 aprile 1993 | Boston Bruins | 3 – 4 (d.t.s.) (1-2; 0-0; 2-1) referto | Buffalo Sabres | The Aud (16.325 spett.)\| Arbitro: \| Rob Shick \| |
| Arbitro:               | Rob Shick     |                                        |                |                                                    |

| Buffalo 24 aprile 1993 | Boston Bruins | 5 – 6 (d.t.s.) (4-2; 1-1; 0-2) referto | Buffalo Sabres | The Aud (16.325 spett.)\| Arbitro: \| Denis Morel \| |
| Arbitro:               | Denis Morel   |                                        |                |                                                      |

#### Quebec - Montreal
| Québec 18 aprile 1993 | Montreal Canadiens | 2 – 3 (d.t.s.) (1-0; 1-0; 0-2) referto | Quebec Nordiques | Colisée de Québec (15.399 spett.)\| Arbitro: \| Paul Stewart \| |
| Arbitro:              | Paul Stewart       |                                        |                  |                                                                 |

| Québec 20 aprile 1993 | Montreal Canadiens | 1 – 4 (0-3; 0-0; 1-1) referto | Quebec Nordiques | Colisée de Québec (15.399 spett.)\| Arbitro: \| Don Koharski \| |
| Arbitro:              | Don Koharski       |                               |                  |                                                                 |

| Montréal 22 aprile 1993 | Quebec Nordiques | 1 – 2 (d.t.s.) (1-0; 0-1; 0-0) referto | Montreal Canadiens | Forum de Montréal (17.679 spett.)\| Arbitro: \| Bill McCreary \| |
| Arbitro:                | Bill McCreary    |                                        |                    |                                                                  |

| Montréal 24 aprile 1993 | Quebec Nordiques   | 2 – 3 (1-1; 1-1; 0-1) referto | Montreal Canadiens | Forum de Montréal (17.955 spett.)\| Arbitro: \| Andy Van Hellemond \| |
| Arbitro:                | Andy Van Hellemond |                               |                    |                                                                       |

| Québec 26 aprile 1993 | Montreal Canadiens | 5 – 4 (d.t.s.) (1-0; 2-3; 1-1) referto | Quebec Nordiques | Colisée de Québec (15.399 spett.)\| Arbitro: \| Terry Gregson \| |
| Arbitro:              | Terry Gregson      |                                        |                  |                                                                  |

| Montréal 28 aprile 1993 | Quebec Nordiques | 2 – 6 (0-1; 2-3; 0-2) referto | Montreal Canadiens | Forum de Montréal (17.959 spett.)\| Arbitro: \| Mark Faucette \| |
| Arbitro:                | Mark Faucette    |                               |                    |                                                                  |

#### Pittsburgh - New Jersey
| Pittsburgh 18 aprile 1993 | New Jersey Devils | 3 – 6 (1-2; 0-3; 2-1) referto | Pittsburgh Penguins | Civic Arena (16.164 spett.)\| Arbitro: \| Bill McCreary \| |
| Arbitro:                  | Bill McCreary     |                               |                     |                                                            |

| Pittsburgh 20 aprile 1993 | New Jersey Devils | 0 – 7 (0-2; 0-4; 0-1) referto | Pittsburgh Penguins | Civic Arena (16.164 spett.)\| Arbitro: \| Denis Morel \| |
| Arbitro:                  | Denis Morel       |                               |                     |                                                          |

| East Rutherford 22 aprile 1993 | Pittsburgh Penguins | 4 – 3 (1-1; 0-1; 3-1) referto | New Jersey Devils | Brendan Byrne Arena (14.974 spett.)\| Arbitro: \| Andy Van Hellemond \| |
| Arbitro:                       | Andy Van Hellemond  |                               |                   |                                                                         |

| East Rutherford 25 aprile 1993 | Pittsburgh Penguins | 1 – 4 (0-1; 0-1; 1-2) referto | New Jersey Devils | Brendan Byrne Arena (14.907 spett.)\| Arbitro: \| Mark Faucette \| |
| Arbitro:                       | Mark Faucette       |                               |                   |                                                                    |

| Pittsburgh 26 aprile 1993 | New Jersey Devils | 3 – 5 (0-2; 3-0; 0-3) referto | Pittsburgh Penguins | Civic Arena (16.164 spett.)\| Arbitro: \| Don Koharski \| |
| Arbitro:                  | Don Koharski      |                               |                     |                                                           |

#### Washington - NY Islanders
| Landover 18 aprile 1993 | New York Islanders | 1 – 3 (1-0; 0-0; 0-3) referto | Washington Capitals | Capital Centre (15.281 spett.)\| Arbitro: \| Mark Faucette \| |
| Arbitro:                | Mark Faucette      |                               |                     |                                                               |

| Landover 20 aprile 1993 | New York Islanders | 5 – 4 (d.t.s.) (1-0; 1-2; 2-2) referto | Washington Capitals | Capital Centre (15.421 spett.)\| Arbitro: \| Paul Devorski \| |
| Arbitro:                | Paul Devorski      |                                        |                     |                                                               |

| Uniondale 22 aprile 1993 | Washington Capitals | 3 – 4 (d.t.s.) (1-1; 1-0; 1-2) referto | New York Islanders | Nassau Coliseum (14.180 spett.)\| Arbitro: \| Paul Stewart \| |
| Arbitro:                 | Paul Stewart        |                                        |                    |                                                               |

| Uniondale 24 aprile 1993 | Washington Capitals | 3 – 4 (d.t.s.) (1-0; 2-1; 0-2; 0-0) referto | New York Islanders | Nassau Coliseum (16.297 spett.)\| Arbitro: \| Terry Gregson \| |
| Arbitro:                 | Terry Gregson       |                                             |                    |                                                                |

| Landover 26 aprile 1993 | New York Islanders | 4 – 6 (1-3; 0-1; 3-2) referto | Washington Capitals | Capital Centre (16.823 spett.)\| Arbitro: \| Dan Marouelli \| |
| Arbitro:                | Dan Marouelli      |                               |                     |                                                               |

| Uniondale 28 aprile 1993 | Washington Capitals | 3 – 5 (1-1; 0-2; 2-2) referto | New York Islanders | Nassau Coliseum (15.019 spett.)\| Arbitro: \| Don Koharski \| |
| Arbitro:                 | Don Koharski        |                               |                    |                                                               |

### Finali di Division

#### Montreal - Buffalo
| Montréal 2 maggio 1993 | Buffalo Sabres | 3 – 4 (1-2; 2-1; 0-1) referto | Montreal Canadiens | Forum de Montréal (17.411 spett.)\| Arbitro: \| Dan Marouelli \| |
| Arbitro:               | Dan Marouelli  |                               |                    |                                                                  |

| Montréal 4 maggio 1993 | Buffalo Sabres | 3 – 4 (d.t.s.) (2-1; 0-2; 1-0) referto | Montreal Canadiens | Forum de Montréal (16.896 spett.)\| Arbitro: \| Don Koharski \| |
| Arbitro:               | Don Koharski   |                                        |                    |                                                                 |

| Buffalo 6 maggio 1993 | Montreal Canadiens | 4 – 3 (d.t.s.) (2-0; 0-2; 1-1) referto | Buffalo Sabres | The Aud (16.325 spett.)\| Arbitro: \| Kerry Fraser \| |
| Arbitro:              | Kerry Fraser       |                                        |                |                                                       |

| Buffalo 8 maggio 1993 | Montreal Canadiens | 4 – 3 (d.t.s.) (1-1; 2-0; 0-2) referto | Buffalo Sabres | The Aud (16.325 spett.)\| Arbitro: \| Paul Stewart \| |
| Arbitro:              | Paul Stewart       |                                        |                |                                                       |

#### Pittsburgh - NY Islanders
| Pittsburgh 2 maggio 1993 | New York Islanders | 3 – 2 (2-1; 1-1; 0-0) referto | Pittsburgh Penguins | Civic Arena (16.164 spett.)\| Arbitro: \| Terry Gregson \| |
| Arbitro:                 | Terry Gregson      |                               |                     |                                                            |

| Pittsburgh 4 maggio 1993 | New York Islanders | 0 – 3 (0-1; 0-0; 0-2) referto | Pittsburgh Penguins | Civic Arena (16.164 spett.)\| Arbitro: \| Bill McCreary \| |
| Arbitro:                 | Bill McCreary      |                               |                     |                                                            |

| Uniondale 6 maggio 1993 | Pittsburgh Penguins | 3 – 1 (2-0; 0-1; 1-0) referto | New York Islanders | Nassau Coliseum (16.297 spett.)\| Arbitro: \| Andy Van Hellemond \| |
| Arbitro:                | Andy Van Hellemond  |                               |                    |                                                                     |

| Uniondale 8 maggio 1993 | Pittsburgh Penguins | 5 – 6 (0-0; 1-2; 4-4) referto | New York Islanders | Nassau Coliseum (16.297 spett.)\| Arbitro: \| Don Koharski \| |
| Arbitro:                | Don Koharski        |                               |                    |                                                               |

| Pittsburgh 10 maggio 1993 | New York Islanders | 3 – 6 (0-3; 2-1; 1-2) referto | Pittsburgh Penguins | Civic Arena (16.164 spett.)\| Arbitro: \| Kerry Fraser \| |
| Arbitro:                  | Kerry Fraser       |                               |                     |                                                           |

| Uniondale 12 maggio 1993 | Pittsburgh Penguins | 5 – 7 (1-2; 3-2; 1-3) referto | New York Islanders | Nassau Coliseum (16.297 spett.)\| Arbitro: \| Mark Faucette \| |
| Arbitro:                 | Mark Faucette       |                               |                    |                                                                |

| Pittsburgh 14 maggio 1993 | New York Islanders | 4 – 3 (d.t.s.) (0-0; 1-1; 2-2) referto | Pittsburgh Penguins | Civic Arena (16.164 spett.)\| Arbitro: \| Andy Van Hellemond \| |
| Arbitro:                  | Andy Van Hellemond |                                        |                     |                                                                 |

### Finale di Conference

#### Montreal - NY Islanders
| Montréal 16 maggio 1993 | New York Islanders | 1 – 4 (0-1; 0-2; 1-1) referto | Montreal Canadiens | Forum de Montréal (17.526 spett.)\| Arbitro: \| Terry Gregson \| |
| Arbitro:                | Terry Gregson      |                               |                    |                                                                  |

| Montréal 18 maggio 1993 | New York Islanders | 3 – 4 (d.t.s.) (1-0; 0-2; 2-1; 0-0) referto | Montreal Canadiens | Forum de Montréal (17.959 spett.)\| Arbitro: \| Bill McCreary \| |
| Arbitro:                | Bill McCreary      |                                             |                    |                                                                  |

| Uniondale 20 maggio 1993 | Montreal Canadiens | 2 – 1 (d.t.s.) (0-0; 0-1; 1-0) referto | New York Islanders | Nassau Coliseum (16.297 spett.)\| Arbitro: \| Kerry Fraser \| |
| Arbitro:                 | Kerry Fraser       |                                        |                    |                                                               |

| Uniondale 22 maggio 1993 | Montreal Canadiens | 1 – 4 (0-0; 1-1; 0-3) referto | New York Islanders | Nassau Coliseum (16.297 spett.)\| Arbitro: \| Dan Marouelli \| |
| Arbitro:                 | Dan Marouelli      |                               |                    |                                                                |

| Montréal 24 maggio 1993 | New York Islanders | 2 – 5 (0-2; 1-3; 1-0) referto | Montreal Canadiens | Forum de Montréal (17.959 spett.)\| Arbitro: \| Don Koharski \| |
| Arbitro:                | Don Koharski       |                               |                    |                                                                 |

## Clarence S. Campbell Conference

### Semifinali di Division

#### Chicago - St. Louis
| Chicago 18 aprile 1993 | St. Louis Blues | 4 – 3 (0-1; 2-2; 2-0) referto | Chicago Blackhawks | Chicago Stadium (16.199 spett.)\| Arbitro: \| Kerry Fraser \| |
| Arbitro:               | Kerry Fraser    |                               |                    |                                                               |

| Chicago 21 aprile 1993 | St. Louis Blues | 2 – 0 (2-0; 0-0; 0-0) referto | Chicago Blackhawks | Chicago Stadium (17.339 spett.)\| Arbitro: \| Mark Faucette \| |
| Arbitro:               | Mark Faucette   |                               |                    |                                                                |

| St. Louis 23 aprile 1993 | Chicago Blackhawks | 0 – 3 (0-1; 0-1; 0-1) referto | St. Louis Blues | St. Louis Arena (17.985 spett.)\| Arbitro: \| Dan Marouelli \| |
| Arbitro:                 | Dan Marouelli      |                               |                 |                                                                |

| St. Louis 25 aprile 1993 | Chicago Blackhawks | 3 – 4 (d.t.s.) (0-1; 2-0; 1-2) referto | St. Louis Blues | St. Louis Arena (18.012 spett.)\| Arbitro: \| Rob Shick \| |
| Arbitro:                 | Rob Shick          |                                        |                 |                                                            |

#### Detroit - Toronto
| Detroit 19 aprile 1993 | Toronto Maple Leafs | 3 – 6 (1-1; 1-4; 1-1) referto | Detroit Red Wings | Joe Louis Arena (19.875 spett.)\| Arbitro: \| Andy Van Hellemond \| |
| Arbitro:               | Andy Van Hellemond  |                               |                   |                                                                     |

| Detroit 21 aprile 1993 | Toronto Maple Leafs | 2 – 6 (0-1; 1-3; 1-2) referto | Detroit Red Wings | Joe Louis Arena (19.875 spett.)\| Arbitro: \| Rob Shick \| |
| Arbitro:               | Rob Shick           |                               |                   |                                                            |

| Toronto 23 aprile 1993 | Detroit Red Wings | 2 – 4 (0-2; 1-0; 1-2) referto | Toronto Maple Leafs | Maple Leaf Gardens (15.720 spett.)\| Arbitro: \| Mark Faucette \| |
| Arbitro:               | Mark Faucette     |                               |                     |                                                                   |

| Toronto 25 aprile 1993 | Detroit Red Wings | 2 – 3 (0-0; 2-2; 0-1) referto | Toronto Maple Leafs | Maple Leaf Gardens (15.720 spett.)\| Arbitro: \| Paul Stewart \| |
| Arbitro:               | Paul Stewart      |                               |                     |                                                                  |

| Detroit 27 aprile 1993 | Toronto Maple Leafs | 5 – 4 (d.t.s.) (1-2; 2-2; 1-0) referto | Detroit Red Wings | Joe Louis Arena (19.875 spett.)\| Arbitro: \| Kerry Fraser \| |
| Arbitro:               | Kerry Fraser        |                                        |                   |                                                               |

| Toronto 29 aprile 1993 | Detroit Red Wings | 7 – 3 (1-2; 5-0; 1-1) referto | Toronto Maple Leafs | Maple Leaf Gardens (15.720 spett.)\| Arbitro: \| Terry Gregson \| |
| Arbitro:               | Terry Gregson     |                               |                     |                                                                   |

| Detroit 1º maggio 1993 | Toronto Maple Leafs | 4 – 3 (d.t.s.) (1-1; 1-2; 1-0) referto | Detroit Red Wings | Joe Louis Arena (19.875 spett.)\| Arbitro: \| Don Koharski \| |
| Arbitro:               | Don Koharski        |                                        |                   |                                                               |

#### Vancouver - Winnipeg
| Vancouver 19 aprile 1993 | Winnipeg Jets | 2 – 4 (1-2; 0-0; 1-2) referto | Vancouver Canucks | Pacific Coliseum (15.918 spett.)\| Arbitro: \| Terry Gregson \| |
| Arbitro:                 | Terry Gregson |                               |                   |                                                                 |

| Vancouver 21 aprile 1993 | Winnipeg Jets | 2 – 3 (0-1; 1-1; 1-1) referto | Vancouver Canucks | Pacific Coliseum (15.729 spett.)\| Arbitro: \| Dan Marouelli \| |
| Arbitro:                 | Dan Marouelli |                               |                   |                                                                 |

| Winnipeg 23 aprile 1993 | Vancouver Canucks | 4 – 5 (1-3; 2-0; 1-2) referto | Winnipeg Jets | Winnipeg Arena (15.589 spett.)\| Arbitro: \| Kerry Fraser \| |
| Arbitro:                | Kerry Fraser      |                               |               |                                                              |

| Winnipeg 25 aprile 1993 | Vancouver Canucks | 3 – 1 (1-0; 1-1; 1-0) referto | Winnipeg Jets | Winnipeg Arena (15.567 spett.)\| Arbitro: \| Paul Devorski \| |
| Arbitro:                | Paul Devorski     |                               |               |                                                               |

| Vancouver 27 aprile 1993 | Winnipeg Jets | 4 – 3 (d.t.s.) (1-3; 1-0; 1-0) referto | Vancouver Canucks | Pacific Coliseum (16.150 spett.)\| Arbitro: \| Bill McCreary \| |
| Arbitro:                 | Bill McCreary |                                        |                   |                                                                 |

| Winnipeg 29 aprile 1993 | Vancouver Canucks | 4 – 3 (d.t.s.) (1-1; 1-1; 1-1) referto | Winnipeg Jets | Winnipeg Arena (15.589 spett.)\| Arbitro: \| Paul Stewart \| |
| Arbitro:                | Paul Stewart      |                                        |               |                                                              |

#### Calgary - Los Angeles
| Calgary 18 aprile 1993 | Los Angeles Kings | 6 – 3 (1-0; 3-1; 2-2) referto | Calgary Flames | Olympic Saddledome (18.605 spett.)\| Arbitro: \| Dan Marouelli \| |
| Arbitro:               | Dan Marouelli     |                               |                |                                                                   |

| Calgary 21 aprile 1993 | Los Angeles Kings | 4 – 9 (1-0; 0-5; 3-4) referto | Calgary Flames | Olympic Saddledome (19.477 spett.)\| Arbitro: \| Terry Gregson \| |
| Arbitro:               | Terry Gregson     |                               |                |                                                                   |

| Los Angeles 23 aprile 1993 | Calgary Flames | 5 – 2 (2-0; 1-1; 2-1) referto | Los Angeles Kings | Great Western Forum (16.005 spett.)\| Arbitro: \| Don Koharski \| |
| Arbitro:                   | Don Koharski   |                               |                   |                                                                   |

| Los Angeles 25 aprile 1993 | Calgary Flames | 1 – 3 (1-1; 0-1; 0-1) referto | Los Angeles Kings | Great Western Forum (16.005 spett.)\| Arbitro: \| Bill McCreary \| |
| Arbitro:                   | Bill McCreary  |                               |                   |                                                                    |

| Calgary 27 aprile 1993 | Los Angeles Kings | 9 – 4 (3-0; 2-2; 4-2) referto | Calgary Flames | Olympic Saddledome (19.304 spett.)\| Arbitro: \| Paul Stewart \| |
| Arbitro:               | Paul Stewart      |                               |                |                                                                  |

| Los Angeles 29 aprile 1993 | Calgary Flames     | 6 – 9 (2-3; 3-3; 1-3) referto | Los Angeles Kings | Great Western Forum (16.005 spett.)\| Arbitro: \| Andy Van Hellemond \| |
| Arbitro:                   | Andy Van Hellemond |                               |                   |                                                                         |

### Finali di Division

#### Toronto - St. Louis
| Toronto 3 maggio 1993 | St. Louis Blues    | 1 – 2 (d.t.s.) (0-1; 1-0; 0-0; 0-0) referto | Toronto Maple Leafs | Maple Leaf Gardens (15.720 spett.)\| Arbitro: \| Andy Van Hellemond \| |
| Arbitro:              | Andy Van Hellemond |                                             |                     |                                                                        |

| Toronto 5 maggio 1993 | St. Louis Blues | 2 – 1 (d.t.s.) (1-1; 0-0; 0-0; 0-0) referto | Toronto Maple Leafs | Maple Leaf Gardens (15.720 spett.)\| Arbitro: \| Paul Stewart \| |
| Arbitro:              | Paul Stewart    |                                             |                     |                                                                  |

| St. Louis 7 maggio 1993 | Toronto Maple Leafs | 3 – 4 (2-1; 0-2; 1-1) referto | St. Louis Blues | St. Louis Arena (18.140 spett.)\| Arbitro: \| Bill McCreary \| |
| Arbitro:                | Bill McCreary       |                               |                 |                                                                |

| St. Louis 9 maggio 1993 | Toronto Maple Leafs | 4 – 1 (1-1; 1-0; 2-0) referto | St. Louis Blues | St. Louis Arena (17.948 spett.)\| Arbitro: \| Mark Faucette \| |
| Arbitro:                | Mark Faucette       |                               |                 |                                                                |

| Toronto 11 maggio 1993 | St. Louis Blues | 1 – 5 (1-2; 0-2; 0-1) referto | Toronto Maple Leafs | Maple Leaf Gardens (15.720 spett.)\| Arbitro: \| Dan Marouelli \| |
| Arbitro:               | Dan Marouelli   |                               |                     |                                                                   |

| St. Louis 13 maggio 1993 | Toronto Maple Leafs | 1 – 2 (1-0; 0-0; 0-2) referto | St. Louis Blues | St. Louis Arena (17.474 spett.)\| Arbitro: \| Don Koharski \| |
| Arbitro:                 | Don Koharski        |                               |                 |                                                               |

| Toronto 15 maggio 1993 | St. Louis Blues | 0 – 6 (0-4; 0-2; 0-0) referto | Toronto Maple Leafs | Maple Leaf Gardens (15.720 spett.)\| Arbitro: \| Kerry Fraser \| |
| Arbitro:               | Kerry Fraser    |                               |                     |                                                                  |

#### Vancouver - Los Angeles
| Vancouver 2 maggio 1993 | Los Angeles Kings | 2 – 5 (1-3; 1-1; 0-1) referto | Vancouver Canucks | Pacific Coliseum (15.016 spett.)\| Arbitro: \| Kerry Fraser \| |
| Arbitro:                | Kerry Fraser      |                               |                   |                                                                |

| Vancouver 5 maggio 1993 | Los Angeles Kings | 6 – 3 (3-2; 2-1; 1-0) referto | Vancouver Canucks | Pacific Coliseum (16.150 spett.)\| Arbitro: \| Mark Faucette \| |
| Arbitro:                | Mark Faucette     |                               |                   |                                                                 |

| Los Angeles 7 maggio 1993 | Vancouver Canucks | 4 – 7 (0-0; 2-2; 2-5) referto | Los Angeles Kings | Great Western Forum (16.005 spett.)\| Arbitro: \| Terry Gregson \| |
| Arbitro:                  | Terry Gregson     |                               |                   |                                                                    |

| Los Angeles 9 maggio 1993 | Vancouver Canucks | 7 – 2 (1-1; 4-1; 2-0) referto | Los Angeles Kings | Great Western Forum (16.005 spett.)\| Arbitro: \| Dan Marouelli \| |
| Arbitro:                  | Dan Marouelli     |                               |                   |                                                                    |

| Vancouver 11 maggio 1993 | Los Angeles Kings  | 4 – 3 (d.t.s.) (2-1; 1-2; 0-0) referto | Vancouver Canucks | Pacific Coliseum (16.150 spett.)\| Arbitro: \| Andy Van Hellemond \| |
| Arbitro:                 | Andy Van Hellemond |                                        |                   |                                                                      |

| Los Angeles 13 maggio 1993 | Vancouver Canucks | 3 – 5 (0-1; 2-3; 1-1) referto | Los Angeles Kings | Great Western Forum (16.005 spett.)\| Arbitro: \| Paul Stewart \| |
| Arbitro:                   | Paul Stewart      |                               |                   |                                                                   |

### Finale di Conference

#### Toronto - Los Angeles
| Toronto 17 maggio 1993 | Los Angeles Kings | 1 – 4 (0-1; 1-0; 0-3) referto | Toronto Maple Leafs | Maple Leaf Gardens (15.720 spett.)\| Arbitro: \| Dan Marouelli \| |
| Arbitro:               | Dan Marouelli     |                               |                     |                                                                   |

| Toronto 19 maggio 1993 | Los Angeles Kings | 3 – 2 (1-2; 1-0; 1-0) referto | Toronto Maple Leafs | Maple Leaf Gardens (15.720 spett.)\| Arbitro: \| Don Koharski \| |
| Arbitro:               | Don Koharski      |                               |                     |                                                                  |

| Los Angeles 21 maggio 1993 | Toronto Maple Leafs | 2 – 4 (0-1; 2-2; 0-1) referto | Los Angeles Kings | Great Western Forum (16.005 spett.)\| Arbitro: \| Andy Van Hellemond \| |
| Arbitro:                   | Andy Van Hellemond  |                               |                   |                                                                         |

| Los Angeles 23 maggio 1993 | Toronto Maple Leafs | 4 – 2 (3-1; 1-0; 0-1) referto | Los Angeles Kings | Great Western Forum (16.005 spett.)\| Arbitro: \| Terry Gregson \| |
| Arbitro:                   | Terry Gregson       |                               |                   |                                                                    |

| Toronto 25 maggio 1993 | Los Angeles Kings | 2 – 3 (d.t.s.) (0-0; 2-1; 0-1) referto | Toronto Maple Leafs | Maple Leaf Gardens (15.720 spett.)\| Arbitro: \| Bill McCreary \| |
| Arbitro:               | Bill McCreary     |                                        |                     |                                                                   |

| Los Angeles 27 maggio 1993 | Toronto Maple Leafs | 4 – 5 (d.t.s.) (1-1; 1-3; 2-0) referto | Los Angeles Kings | Great Western Forum (16.005 spett.)\| Arbitro: \| Kerry Fraser \| |
| Arbitro:                   | Kerry Fraser        |                                        |                   |                                                                   |

| Toronto 29 maggio 1993 | Los Angeles Kings  | 5 – 4 (2-0; 1-2; 2-2) referto | Toronto Maple Leafs | Maple Leaf Gardens (15.720 spett.)\| Arbitro: \| Andy Van Hellemond \| |
| Arbitro:               | Andy Van Hellemond |                               |                     |                                                                        |

## Finale Stanley Cup
La finale della Stanley Cup 1993 è stata una serie al meglio delle sette gare che ha determinato il campione della National Hockey League per la stagione 1992-1993. I Montreal Canadiens hanno sconfitto i Los Angeles Kings in cinque partite e si sono aggiudicati la Stanley Cup per la ventiquattresima volta nella loro storia. Alla stagione 2014-15 il successo dei Canadiens rimane l'ultimo da parte di una formazione canadese. Per i Kings fu la prima finale in assoluto dalla loro fondazione nel 1967.

## Statistiche

### Classifica marcatori
La seguente lista elenca i migliori marcatori al termine dei playoff.

| Giocatore          | Squadra             | PG | G  | A  | Pt | +/- | MP |
| ------------------ | ------------------- | -- | -- | -- | -- | --- | -- |
| Wayne Gretzky      | Los Angeles Kings   | 24 | 15 | 25 | 40 | +6  | 4  |
| Doug Gilmour       | Toronto Maple Leafs | 21 | 10 | 25 | 35 | +16 | 30 |
| Tomas Sandström    | Los Angeles Kings   | 24 | 8  | 17 | 25 | -2  | 12 |
| Vincent Damphousse | Montreal Canadiens  | 20 | 11 | 12 | 23 | +8  | 16 |
| Luc Robitaille     | Los Angeles Kings   | 24 | 9  | 13 | 22 | -13 | 28 |
| Ray Ferraro        | New York Islanders  | 18 | 13 | 7  | 20 | +5  | 18 |
| Wendel Clark       | Toronto Maple Leafs | 21 | 10 | 10 | 20 | +15 | 51 |
| Dave Andreychuk    | Toronto Maple Leafs | 21 | 12 | 7  | 19 | +6  | 35 |
| Mario Lemieux      | Pittsburgh Penguins | 11 | 8  | 10 | 18 | +2  | 10 |
| Glenn Anderson     | Toronto Maple Leafs | 21 | 7  | 11 | 18 | +7  | 31 |

### Classifica portieri
Questa è una tabella che combina i cinque migliori portieri dei playoff per media di gol subiti a gara con i cinque migliori portieri per percentuale di parate, con almeno quattro partite disputate. La tabella è ordinata per la media gol subiti, e i criteri di inclusione sono in grassetto.

| Giocatore     | Squadra             | PG | Min     | V  | S  | OTS | TC  | GS | SO | Sv%  | MGS  |
| ------------- | ------------------- | -- | ------- | -- | -- | --- | --- | -- | -- | ---- | ---- |
| Patrick Roy   | Montreal Canadiens  | 20 | 1293:01 | 16 | 4  | 1   | 647 | 46 | 0  | .929 | 2.13 |
| Curtis Joseph | St. Louis Blues     | 11 | 714:35  | 7  | 4  | 1   | 438 | 27 | 2  | .938 | 2.27 |
| Félix Potvin  | Toronto Maple Leafs | 21 | 1307:53 | 11 | 10 | 2   | 636 | 62 | 1  | .903 | 2.84 |
| Ron Hextall   | Quebec Nordiques    | 6  | 372:02  | 2  | 4  | 2   | 211 | 18 | 0  | .915 | 2.90 |
| Tom Barrasso  | Pittsburgh Penguins | 12 | 721:41  | 7  | 5  | 1   | 370 | 35 | 2  | .905 | 2.91 |